# Automeris aurantiaca
Automeris aurantiaca é uma espécie de mariposa do gênero Automeris, da família Saturniidae.

## Sinonímia e dificuldades de classificação
Conhecida popularmente como "olho-de-pavão-ruivo", a A. Aurantiaca é sinônimo da Automeris naranja (Schaus, 1898), que se distribui desde o estado brasileiro de Pernambuco até a Argentina; também seriam sinônimos da A. aurantiaca a A. lineatus (Bouvier, 1930) e a A. naranja pernambucensis (Lemaire, 1973).
Graça a um erro de identificação realizado por Mabilde, em 1896, a A. naranja foi confundida com a A. complicata, cuja distribuição atém-se à Venezuela, e muitos autores da Argentina e Uruguai repetiram o equívoco; foi, ainda, confundida na Argentina com outra muito similar: a A. umbrosa (Weymar, 1906) e noutro estudo com a A. ater (Conte, 1929) - que seria um sinônimo daquela.